# ندر اریک
ندر اریک (به لاتین: Nedre Eiker) یک شهرداری در نروژ است که در بوسکرود واقع شده‌است. ندر اریک ۱۲۲ کیلومتر مربع مساحت و ۲۱٬۳۷۷ نفر جمعیت دارد.

## خواهرخوانده
شهر کارینا خواهرخواندهٔ ندر اریک هست.